# Flávio João Tomás
Flávio João Tomás (em latim: Flavius Ioannes Thomas) foi um oficial bizantino do século V, ativo durante o reinado do imperador Zenão (r. 474-475; 476-491). Em 480/486, foi nomeado com Flávio Ilo Puseu D... e Flávio Boécio como membro do colégio de prefeitos pretorianos que emitiu um édito pretorial no Oriente e que foi preservado em Milasa e Afrodísias, ambas na Cária. Uma vez que Ilo Puseu exerceu função no Oriente e Boécio da Itália, João Tomás foi prefeito pretoriano da Ilíria, o que levou os autores da Prosopografia a associarem-o com o oficial homônimo que exerceu esta função em 479.